# 추한 사랑
《추한 사랑》은 2014년 10월 26일에 방영한 KBS 드라마 스페셜이다. 부제 〈나를 사랑하지 않는 그대에게〉.

## 줄거리
추한상은 마켓팅팀 과장이지만, 장 상무의 비서이자 운전사 노릇을 한다. 회사의 모든 문을 열고 드나들 수 있지만, 정작 누구에게도 마음의 문을 열지도, 누구의 마음 안으로 들어가 볼 생각도 해본 적 없다. 마켓팅 팀원들은 그를 있는지 없는지조차 생각하지 않고, 마치 구석에 놓인 책상 따위의 비품처럼 생각할 뿐이다.
이런 취급에 추한상은 싫지도 좋지도 않고, 그저 익숙하고 편할 따름이다. 그런데 추한상을 비품이 아닌 선배로 생각하는 신입사원 송연이가 나타났다. 추한상을 사람으로 대하며 따뜻하게 웃어준다.
추한상은 그녀가 궁금했며 자꾸 눈길이 가고, 시나브로 마음의 문도 열어 젖혔다. 송연이도 싫지 않은지 웃음으로 화답했다. 추한상은 실로 오랜만에 웃어본다. 결국 종착을 향해 무섭게 질주하는 급행열차처럼 송연이를 향해 질주하기 시작했다. 슬픈 질주가 시작됐다.

## 등장 인물

### 주요 인물
- 조달환 : 추한상 역

상정그룹 마케팅팀 과장. 추한 외모에 외롭고 지친 서러움이 보이지만, 더 자세히 보면 그의 아름다운 영혼이 보인다. 나이 사십이 다 되도록 이 세상에 작은 기대나 기댈 곳도 없었으나, 어느 날 흑백이던 그의 삶에 연이가 스위치를 눌렀다.
- 구재이 : 송연이 역

삼정그룹 마케팅팀 신입사원. 젊음과 미모 거기에 능력까지 가졌지만, 이 세 가지만으로도 세상은 가질 수 없는 것이 있다. 그녀는 더 많은 걸 원하면서 행보는 자꾸만 예상 바깥으로 돌기만 한다.
- 김영훈 : 장영철 역

삼정그룹 상무. 자신이 좋아하는 것을 제대로 즐길 줄 아는 인생을 산다. 여행을 좋아해 세계 각국의 숨은 여행지를 꿰고, 와인이나 미술, 음악에도 전문가 못지않은 깊이가 있다.

### 그 외 인물
- 송민지 : 김미영 역
- 서동갑 : 이 차장 역
- 정영기 : 김 대리 역
- 김선하 : 여 대리 역
- 오희중 : 사원 역
- 조이행
- 오윤영

### 특별출연
- 조양자
- 박철민 : 김 팀장 역

### 우정출연
- 손미나 : 레스토랑 매니저 역
- 엄태구 : 한상의 친구이자 직장 동료 역
- 이초희 : 보석상 직원 역

## 시청률
- 전국 시청률 : 2.7%[1]

## 삽입곡
- 이영훈 - 〈나를 사랑하지 않는 그대에게〉 (원곡 이소라)

## 수상
- 2014년 KBS 연기대상 연작·단막극상 - 조달환